# Isfara (Fluss)
Die Isfara (tadschikisch Исфара, im Unterlauf), im Oberlauf Aksu, im Mittellauf Karawschin und später Aksai, ist ein etwa 123 km langer Fluss in Zentralasien.

## Flusslauf
- Karte mit allen Koordinaten:
- OSM |
- WikiMap

Die Isfara entspringt als „Aksu“ in dem kirgisischen Oblus Batken. Sie wird vom Aksu-Gletscher an der Nordflanke der Turkestankette auf einer Höhe von etwa 3300 m gespeist. Nach 10,5 km trifft der Karasu linksseitig auf den Fluss. Auf den folgenden 41 Kilometern heißt der Fluss „Karawschin“. Er fließt anfangs in einem westlichen Bogen um eine Vorgebirgskette. Anschließend behält der Fluss seinen Kurs in nördlicher Richtung bei. Auf einem 16 km langen Abschnitt, unterhalb der Einmündung des Kschemysch trägt der Fluss die Bezeichnung „Aksai“. Dort mündet der Andygen in den Fluss. Er durchfließt die tadschikische Exklave Woruch. Später überquert er die Grenze zur tadschikischen Provinz Sughd. Dort heißt er dann „Isfara“. Er durchfließt die gleichnamige Stadt Isfara im Südwesten des Ferghanatals. 30 km weiter nördlich erreicht der Fluss beim Ort Rabot die Grenze zu Usbekistan. Dort zweigt ein größerer Bewässerungskanal (⊙) linksseitig ab. Nördlich von Rabot bildete die Isfara einen Schwemmkegel aus. Heute wird das ankommende Flusswasser zum Großen Ferghanakanal nach Nordosten geleitet.

## Hydrologie
Die Isfara entwässert ein Areal von 3240 km². Der Fluss wird hauptsächlich vom Schmelzwasser der Gletscher und von der Schneeschmelze gespeist. 60 % des Jahresabflusses entfallen auf die Sommermonate Juli bis September. Ein Teil des Flusswassers wird zu Bewässerungszwecken abgeleitet.